# 영웅이 되고 싶은 남자
영웅이 되고 싶은 남자(중국어: 形影不离, 형영불리, 영어: Inseparable)는 2011년 공개된 중국의 영화이다.
이 영화는 데이얀 엥 감독이 각본과 연출을 맡은 2011년 중국 영화로, 드라마와 심리 스릴러 요소를 결합한 작품이다. 케빈 스페이시, 다니엘 우, 공베이비가 주연을 맡았다. 영화는 부산 국제 영화제에서 처음 공개되었고, 이후 중국에서 개봉되었다. 월스트리트 저널은 이 영화를 2011년 "주목할 만한 아시아 영화 톱 10" 중 하나로 선정했다. 특히 케빈 스페이시의 출연은 할리우드 스타가 100% 중국 자본으로 제작된 영화의 주연을 맡은 첫 사례였다.

## 줄거리
영화의 줄거리는 주인공 리(다니엘 우)가 연이은 삶의 상실을 겪고 직장과 탐사보도 기자 아내(공베이비)와의 가정 문제까지 겹치면서 혼란스러워하는 상황에서 시작된다. 이때 그는 신비로운 미국인 외국인(케빈 스페이시)과 만나게 되면서 이야기가 전개된다.

## 출연

### 주연
- 케빈 스페이시
- 오언조

### 조연
- 공배필
- 염니
- 피터 스토메어
- 증강
- 오초

## 기타
- 공동제작: 리처드 G. 라이트
- 미술: 토머스 종
- 의상: 수 로렌스